# おんたま!
『おんたま!』は、原作：前田登、作画：吉井ダンによる日本の漫画。『コミックヨシモト』にて連載されていたが、同誌が休刊したため『コミックガム』に連載の場を移した、単行本は全2巻。
2009年8月から11月にかけて全5話のネットアニメが配信された。

## あらすじ
小学4年生の苺は、母・みゆきと義父・勇次の3人で暮らしている。しかし、勇次はいつもみゆきに冷たい態度で接しており、家族の仲は良好といえるものではなかった。そんな中、苺が「本当のお父さんに会いたい」と願うと、謎の男によって両親の結婚する前、しかも本当の父親・恭介の前に飛ばされてしまう。キャラ薄で頼りない父と優しいお姉さん的な母。2人をくっつけるために、苺は奮闘するのだった。

## 登場人物
田村苺（たむら いちご）
声 - 折笠富美子
小学4年の元気な女の子。母親と義父の関係がよくなく、本当のお父さんに会いたいと願い過去へ行く。過去の世界では卵の中から誕生し、恭介の妹として2人を結ばせようとする。
カッピィ
声 - 久川綾
癒し系フェアリーを自称する喋るぬいぐるみ。お気に入りのぬいぐるみだったが、運転手の姿で苺の前に現れ、カピパラ交通と書かれた不思議なバスに苺を乗せ過去にタイムスリップさせる。
小野桃花（おの ももか）
声 - 松来未祐
「絶叫軍団サワグンジャー」が好きな小学4年の眼鏡をかけたお嬢様。過去の世界で苺に一目萌えし友達になる。
東条ヒカリ
声 - 近江知永
変な発明が趣味でオカルトマニアの女の子。桃花の親戚で共に現れ苺と友達になる。
ピーチ
声 - 前田登
桃花のペットのブルドッグ。本気になるとドスのきいた鳴き声になる。
田村勇次（たむらゆうじ）
声 - 野島裕史
苺の義父。過去の世界では恭介とみゆきの友人。愛想が悪く、現在の世界ではみゆきとの仲がよくない。
氷上恭介（ひかみ きょうすけ）
声 - 水島大宙
苺が過去の世界で出会い「本当のお父さん」と呼ぶ、萌美大学の学生。キャラ薄と呼ばれるヘタレ。苺と妹として暮らすようになる。
浅見みゆき
声 - 岩男潤子
苺のやさしい母親。過去の世界では恭介と勇次の同僚。
小野大助
声 - 檜山修之
桃花の義父で、サワグンジャーのプロデューサー。
桃花の母
声 - 真田アサミ
桃花の母親。前の夫と死別し再婚している。
愛
声 - 桃井はるこ
苺のクラスメイト。声だけの出演。

## 単行本
GUM COMICS（ワニブックス）より刊行。全2巻。
1. 2008年9月23日発売　ISBN 978-4847036583
2. 2009年6月24日発売　ISBN 978-4847036880

## アニメ
2009年8月7日から11月6日までニコニコアニメチャンネルで配信された。隔週金曜日更新で全5話。本作はプロデューサーの池田東陽と監督の追崎史敏が設立したエンカレッジフィルムズの初の作品となる。
2009年11月25日には、本編+特典映像『第3話 キャストシャッフルバージョン』収録の『パキュラ edition』と、本編+特典映像『第2話 キャストシャッフルバージョン』収録の『パギャー edition』の2バージョンのDVDを発売。

### スタッフ
- 原作 - 前田登（はりけ〜んず）
- 漫画 - 吉井ダン
- 監督 - 追崎史敏
- シリーズ構成・脚本 - 雨宮ひとみ
- スーパーバイザー・音響監督 - 佐藤順一
- キャラクターデザイン・総作画監督 - 小池智史
- 美術監督 - 田尻健一
- 色彩設計 - 斎藤麻由
- 撮影監督 - 荻原猛夫
- 編集 - 廣瀬清志
- 音楽 - Aki-zo (CAS)
- プロデューサー - ℃湾後、木谷高明、山本健司、鎌田広宣
- アソシエイトプロデューサー - 池田東陽
- アニメーション企画・制作 - エンカレッジフィルムズ
- 製作 - おんたま製作委員会2009

### 主題歌
テーマソング「ミラクル・アッパー WL」
作詞・作曲 - 奥井雅美 / 編曲 - 鈴木Daichi秀行 / 歌 - 奥井雅美 feat.May'n
エンディングテーマ「BAKA≒愛してる」（ばかにありーいこーるあいしてる）
作詞・作曲・歌 - 桃井はるこ / 編曲 - manzo

### 各話リスト
| 話数  | 配信日        | サブタイトル            | 絵コンテ   | 演出     | 作画監督        |
| ----- | ------------- | ----------------------- | ---------- | -------- | --------------- |
| 第1話 | 2009年8月7日  | たまごから?→パキュラッ! | 追崎史敏   | 追崎史敏 | 小池智史        |
| 第2話 | 2009年8月21日 | 桃花の…→ジジョー        | 追崎史敏   | 追崎史敏 | 小池智史        |
| 第3話 | 2009年9月11日 | キューピッド?→大作戦!   | 追崎史敏   | 古田丈司 | 柳孝相          |
| 第4話 | 2009年10月9日 | 大願!→成就?             | 川口敬一郎 | 齋藤徳明 | 苫政三 須永正博 |
| 第5話 | 2009年11月6日 | ぽかぽか↑家族!          | 追崎史敏   | 追崎史敏 | 小池智史        |

### 放送局
| 放送地域 | 放送局                   | 放送期間               | 放送日時           | 備考                 |
| -------- | ------------------------ | ---------------------- | ------------------ | -------------------- |
| 世界全域 | ニコニコアニメチャンネル | 2009年8月7日 - 11月6日 | 金曜 19時00分 配信 | ネット配信、隔週更新 |

### ニコニコ音泉たまご!
ニコニコチャンネルとインターネットラジオステーション音泉で配信されたネットラジオ。パーソナリティはカッピィ役の久川綾と原作者でありピーチ役の前田登。
- 配信期間：2009年7月31日 - 2009年12月18日（全10回）